# Brogo River
Der Brogo River ist ein Fluss im Südosten des australischen Bundesstaates New South Wales.

## Geographie
Der Fluss entspringt im Südteil des Wadbilliga-Nationalparks in der Great Dividing Range und fließt zunächst nach Süden. Sobald er das staatliche Schutzgebiet Brogo Reservoir Water Supply Reserve, ebenfalls Teil des Nationalparks, erreicht hat, biegt er nach Osten ab. Nach Verlassen des Nationalparks wendet der Brogo River seinen Lauf nach Süden und verläuft streckenweise entlang des Pacific Highway. In Bega mündet er in den Bega River.

### Stauseen
Am Westrand des Wadbilliga-Nationalparks durchfließt der Brogo River das Brogo Reservoir, das der Trinkwassergewinnung für die Stadt Bega dient.

### Nebenflüsse mit Mündungshöhen
- Greens Creek – 343 m
- Robinsons Creek – 290 m
- Yankees Creek – 198 m
- Galoon Creek – 158 m
- Nelson Creek – 102 m
- House Creek – 44 m
- Double Creek – 26 m
- Stony Creek – 10 m[1]